# 훌리안 알바레스 (축구 선수)
훌리안 알바레스(스페인어: Julián Álvarez, 스페인어 발음: [xuˈljan ˈalβaɾes], 2000년 1월 31일~)는 아르헨티나의 축구 선수로 포지션은 공격수이다. 현재 아틀레티코 마드리드 소속으로 활동하고 있다.
2022년 FIFA 월드컵에 출전하여 총 4골을 넣어 신인으로서는 엄청난 활약을 했다.

## 생애
어린 시절 리오넬 메시와 기념사진을 촬영했으며 이를 계기로 축구에 더욱 매진하여 10년 후 드디어 아르헨티나 축구 국가대표팀의 엔트리멤버로 발탁되었다. 그렇게 2022년 FIFA 월드컵에 후보 멤버로 출전하게 되었는데 자신의 포지션의 주전인 라우타로 마르티네스가 극도로 부진해서 조별리그 1차전 사우디아라비아에게 어이없는 패배를 당하자 리오넬 스칼로니 감독은 라우타로를 후보로 내리고 알바레스를 주전으로 올렸다. 이것이 신의 한 수가 되어 알바레스는 종횡무진 활약하여 조별리그 3차전 폴란드전에서 1골, 16강 호주전에서 1골, 4강 크로아티아전에서 2골을 넣었다. 특히 크로아티아전에서는 디에고 마라도나를 연상케 하는 멋진 드리블을 한 끝에 골을 넣었다.
2023년 발롱도르 랭킹 7위에 오르는 등 점차 큰 재목으로 성장하고 있다.
운동선수로서는 드물게 공부를 매우 잘했으며 학창시절에는 전교 1등의 학업 성적을 기록하기도 했다.
2026년 FIFA 월드컵 남미 지역 예선에서는 리오넬 메시가 2024년 코파 아메리카에서의 부상 여파로 엔트리에 오르지 못하자 지역예선 7차전 칠레와의 경기에서 메시의 포지션에서 뛰었는데 그 동안 주전 경쟁을 하며 교대로 출전하던 라우타로 마르티네스와 같이 뛰었는데 생각보다 손발이 매우 잘 맞았으며 그 경기에서 골까지 넣었다. 경기 결과는 3-0 승리였다.

## 플레이 스타일
제2의 세르히오 아궤로라는 별칭이 있을만큼 아궤로와 굉장히 유사하지만 실력은 더 좋다. 또한 2022년 FIFA 월드컵 준결승 크로아티아전에서 마치 디에고 마라도나를 연상케 할 정도의 엄청난 드리블을 보여준 사례가 있듯, 주력이 엄청나며 돌파 능력이 매우 뛰어나다.
또한 오른발과 왼발 모두를 자유자재로 사용할 수 있다는 장점이 있다. 거기에 동료들에 맞게 플레이하는 능력도 뛰어나다.
일각에서는 킬리안 음바페와 비견된다는 평가를 하기도 한다.

## 수상

### 맨체스터 시티
- 프리미어리그: 2022-23, 2023-24
- 챔피언스리그: 2022-23
- FA 컵: 2022-23

### 리버 플레이트
- 프리메라 디비시온 : 2021
- 코파 아르헨티나 : 2018-19
- 수페르코파 아르헨티나 : 2019
- 코파 리베르타도레스 : 2018
- 레코파 수다메리카나 : 2019
- 트로페오 데 캄페오네스 : 2021

### 아르헨티나
- 코파 아메리카 : 2021
- FIFA 월드컵 : 2022

### 개인
- 프리메라 디비시온 득점왕 : 2021
- 남아메리카 올해의 선수 : 2021
- 남아메리카 올해의 팀 : 2021